# EIZO Japan
EIZO Japan（エイゾウ・ジャパン）は、日本のヘヴィメタルバンド。主にアニメ・特撮ソングをカバーするプロジェクトバンド。

## 概要
さかもとえいぞうのソロプロジェクトから開始したヘヴィメタルバンド。アニメタル同様、アニメ・特撮ソングをメタル・アレンジしてカバーするプロジェクトである。さかもとは1000曲のカバーを目標としている。
また、2011年よりMARS SIXTEEN主催の「アキハバラメタルシティ」（共演：THE冠）、「アキハバラアニメシティ」（共演：桃井はるこ、谷本貴義ほか）というイベントを中心にライブ活動を展開している。

## メンバー
日本以外の公演では、さかもと以外のメンバーは異なる。
- さかもとえいぞう - ボーカル
- IRON-CHINO - エレキギター（LIGHTNING、IRON ATTACK!）
- 宮坂晃宏 - ドラム（LONGINUS）

ライブ・サポートメンバー
- KOUTA - エレキギター（LIGHTNING）
- 本郷拓馬/Caesar - ベース（KNIGHTS OF ROUND）

## ディスコグラフィ

### アルバム
- EIZO Japan 1[5]　2009年（TARGET ENTERTAINMENT INC. TQCJ-1010　TEICHIKU MUSIC, INC.）
- EIZO Japan 2　2009年（TARGET ENTERTAINMENT INC. TQCJ-1012　TEICHIKU MUSIC, INC.）
- EIZO Japan 3　2010年（TARGET ENTERTAINMENT INC. TQCJ-1014　TEICHIKU MUSIC, INC.）
- Super anime song Legend of the 1990's　2010年（FOXTROT AVCA-29829　Avex Marketing Inc.）

### シングル
- 暁-AKATSUKI-　2010年（CD-R）